# The Menin Road
The Menin Road (Die Straße nach Menen) ist ein großformatiges Ölgemälde von Paul Nash (1889–1946), das 1919 fertiggestellt wurde und ein Schlachtfeld des Ersten Weltkriegs in Belgien zeigt. Das British War Memorials Committee hatte Nash beauftragt, das Geschehen an der Westfront für eine geplante nationale Gedenkhalle (Hall of Remembrance) in einem Bild festzuhalten. Das Gemälde gilt als eines der bekanntesten künstlerischen Darstellungen des Ersten Weltkriegs und wird heute im Imperial War Museum in London ausgestellt.

## Vorgeschichte

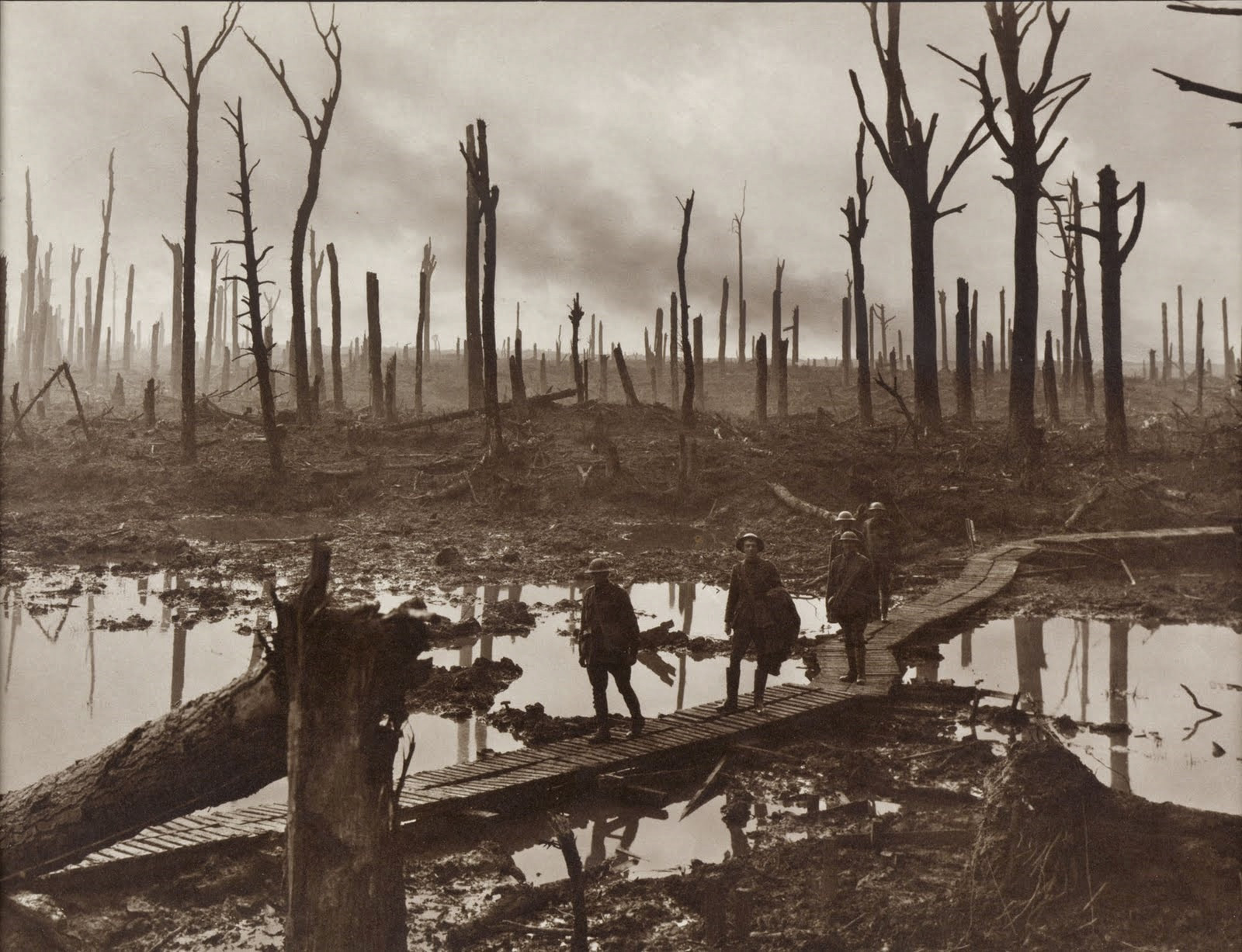
Australische Soldaten am Ypernbogen 1917

Im September 1914 richtete die britische Regierung im Wellington House nahe der London Waterloo Station ein Kriegspropaganda-Büro (War Propaganda Bureau) ein, um die Meinung im In- und Ausland zu beeinflussen. 1916 gründete man im Wellington House eine Abteilung für den Vertrieb von Informations- und Dokumentationsmaterialien und entwickelte die Idee, Künstler an die Westfront zu schicken. Im Februar 1918 wurde Max Aitken (1879–1964) zum Leiter des neu entstandenen Informationsministeriums (Ministry of Information) ernannt. Aitken gründete ein Gremium für das Kriegsgedenken (British War Memorials Committee BWMC). Dieses Komitee begann anschließend damit, Künstler zu rekrutieren, um die Geschehnisse in Frankreich und an der Heimatfront in Form von Kunstwerken zu dokumentieren. Einer der auserwählten Maler war Paul Nash. Er hatte bereits im Frühjahr 1917 im Britischen Expeditionskorps (British Expeditionary Force BEF) am Ypernbogen an der Westfront gedient.

## Der Auftrag

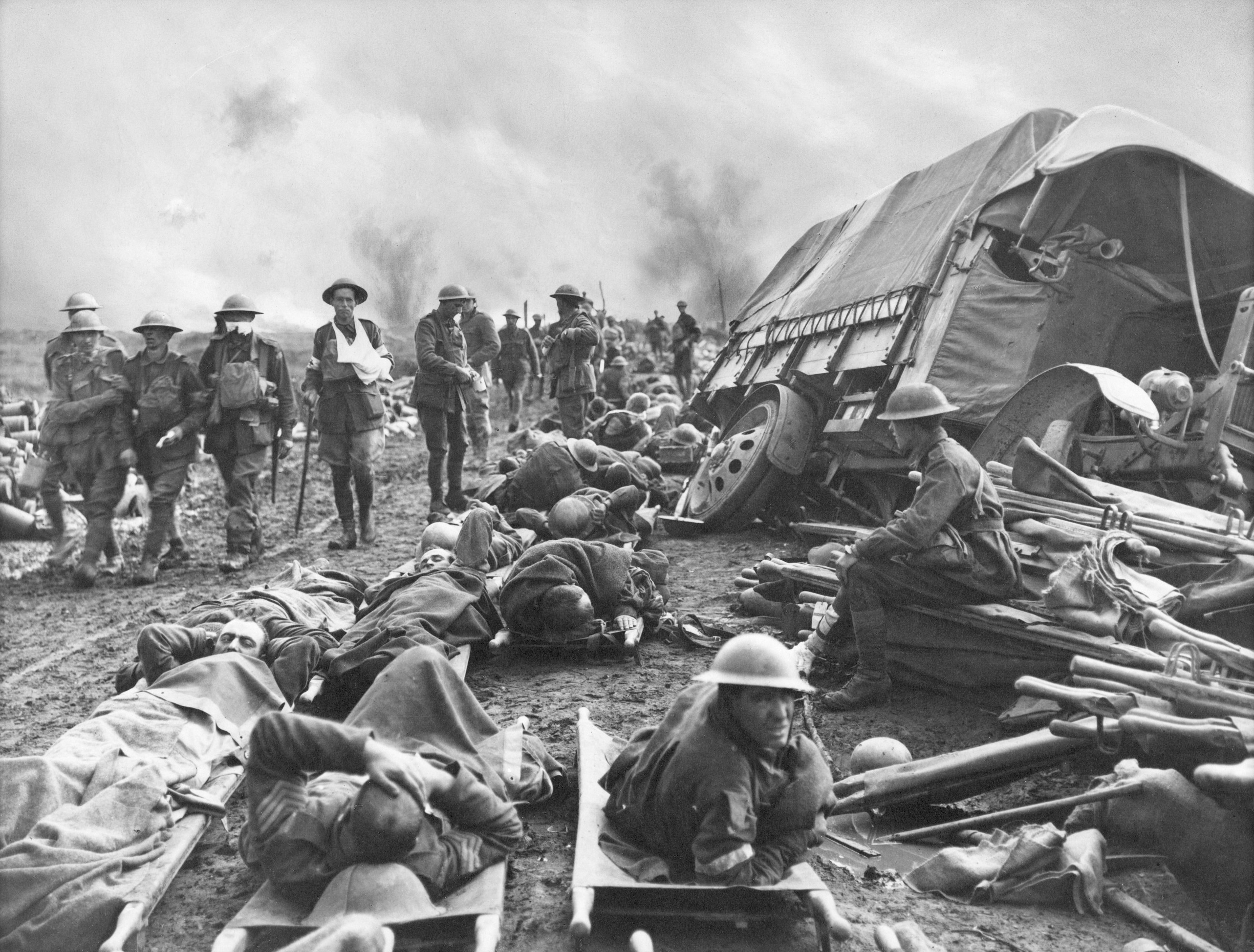
Verwundete an der Straße nach Menen 1917

Im November 1917 kehrte Paul Nash als offizieller Kriegsmaler an den Ypernbogen zurück. Zu diesem Zeitpunkt neigte sich die Dritte Flandernschlacht ihrem Ende zu. In den nachfolgenden Wochen besichtigte Nash Schlachtfelder des bisherigen Kriegsverlaufs an der Straße von Ypern nach Menen und fertigte rund fünfzig Frontzeichnungen an. Während einer Fahrt war Nash unter Beschuss geraten und hatte sein Überleben der schnellen Reaktion seines Fahrers zu verdanken.
Im April 1918 erhielt Paul Nash vom British War Memorials Committee den Auftrag, eine große Schlachtfeldszene für eine geplante nationale Gedenkhalle (Hall of Remembrance) anzufertigen. Die Gedenkhalle sollte zur Dokumentation und als Denkmal für den Ersten Weltkrieg dienen. Geplante Themen der Darstellung waren neben dem Heer auch die Luftstreitkräfte, die Marine und die zur Unterstützung der kämpfenden Truppen herangezogene Zivilbevölkerung an der Heimatfront. Dazu wurden bei namhaften Künstlern Gemälde in Auftrag gegeben, darunter John Singer Sargent, Henry Tonks, Percy Wyndham Lewis, Christopher Nevinson und Stanley Spencer.

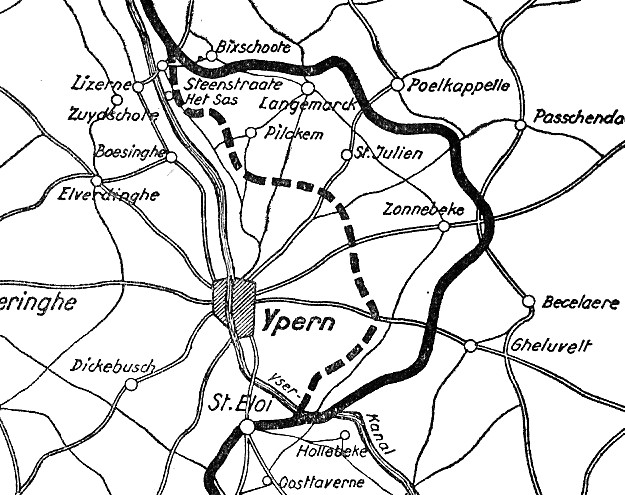
Der Ypernbogen mit der Straße nach Menen durch das Dorf Gheluvelt (rechts)

Paul Nash beschloss, einen Abschnitt des Ypernbogens darzustellen, der in der dritten Flandernschlacht während der Schlacht an der Straße nach Menen (Battle of the Menin Road Ridge) verwüstet worden war. Nash hatte ursprünglich vor, dem Gemälde den Titel A Flanders Battlefield (Ein Schlachtfeld in Flandern) zu geben, entschloss sich jedoch, es The Menin Road zu nennen. Die Gegend um die Straße nahe dem Dorf Gheluvelt hielt er für einen der schrecklichsten Orte an der Westfront.

## Die Fertigstellung
Nash begann im Juni 1918 auf der Tubbs Farm in der Nähe von Chalfont St Peter in Buckinghamshire mit der Gestaltung der großen Leinwand, die eine Fläche von 5,8 m² umfasste. Als Atelier nutzte Paul Nash einen Schuppen, den er sich mit seinem jüngeren Bruder John Nash (1893–1977) teilte. Dieser war ebenfalls Maler und arbeitete an einem Kriegsgemälde mit dem Titel Over the Top. Allerdings mussten sie den Schuppen verlassen, ohne ihre Arbeit vollenden zu können. Paul Nash musste noch weitere zweimal umziehen, ehe er im Februar 1919 sein Gemälde in einer kleinen Kammer in der Gower Street im Londoner West End fertigstellen konnte.

## Das Gemälde

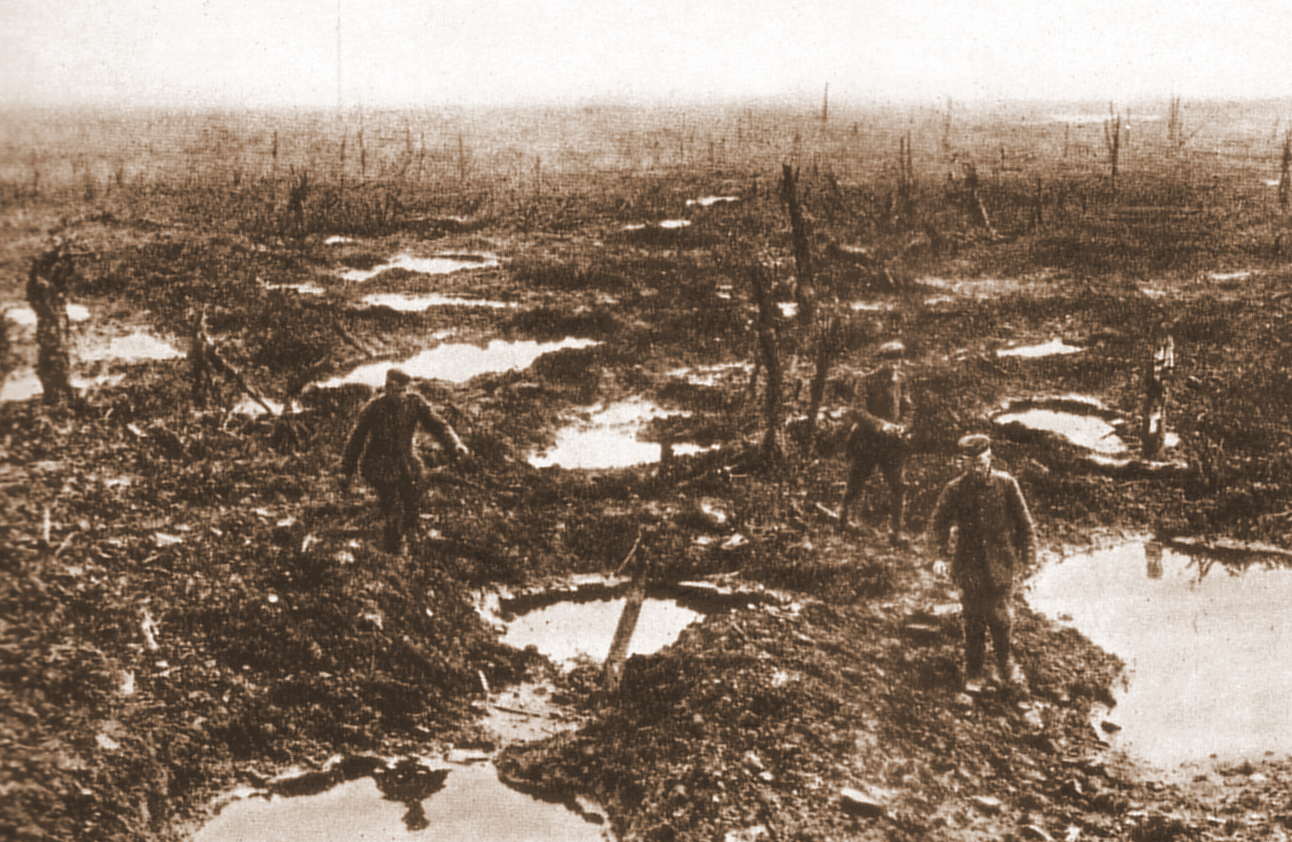
Trichterfeld bei Gheluvelt an der Straße nach Menen

Paul Nash komponierte das Bild in drei breiten Streifen. Der untere Streifen enthält Betonblöcke, Wellblech und vollgelaufene Explosionskrater, die den Bildraum nach vorne abriegeln. Im mittleren Streifen versuchen zwei Soldaten einer fast nicht zu erkennenden Straße zu folgen. Entlang der von Granattrichtern unterbrochenen Straße ragen einige entlaubte Baumstümpfe in den Himmel und werfen lange Schatten auf den Boden. Hinter den Bäumen erstreckt sich das Schlachtfeld bis zum Horizont, mit einem Gewirr von Bächen und einem Wald aus verkümmerten Bäumen im Hintergrund. Den dritten Streifen bildet ein Himmel voller Wolken aus Dunst und Rauch. Zwei durch die Wolken brechende Sonnenstrahlen, die wie Kanonenläufe aussehen, zerschneiden den Himmel diagonal. Insgesamt zeigt das Bild eine weitgehend zerstörte Landschaft, aus der es kein Entkommen zu geben scheint.
Nash schlug die folgende Inschrift für das Gemälde vor: „The picture shows a tract of country near Gheluvelt village in the sinister district of ‚Tower Hamlets‘, perhaps the most dreaded and disastrous locality of any area in any of the theatres of War.“ (Das Bild zeigt ein Stück Land in der Nähe des Dorfes Gheluvelt im unheimlichen Bezirk ‚Tower Hamlets‘, vielleicht der gefürchtetste und katastrophalste Ort an irgendeinem der Kriegsschauplätze.) Eine Ansammlung kleiner ebenerdiger Bunker (Pillboxes), die das Deutsche Heer hier errichtet hatte, nannten die Briten „Tower Hamlets“ nach dem damals verrufenen London Borough of Tower Hamlets. Paul Nash bezeichnete The Menin Road als eines seiner besten Gemälde.

## Nachwirkung

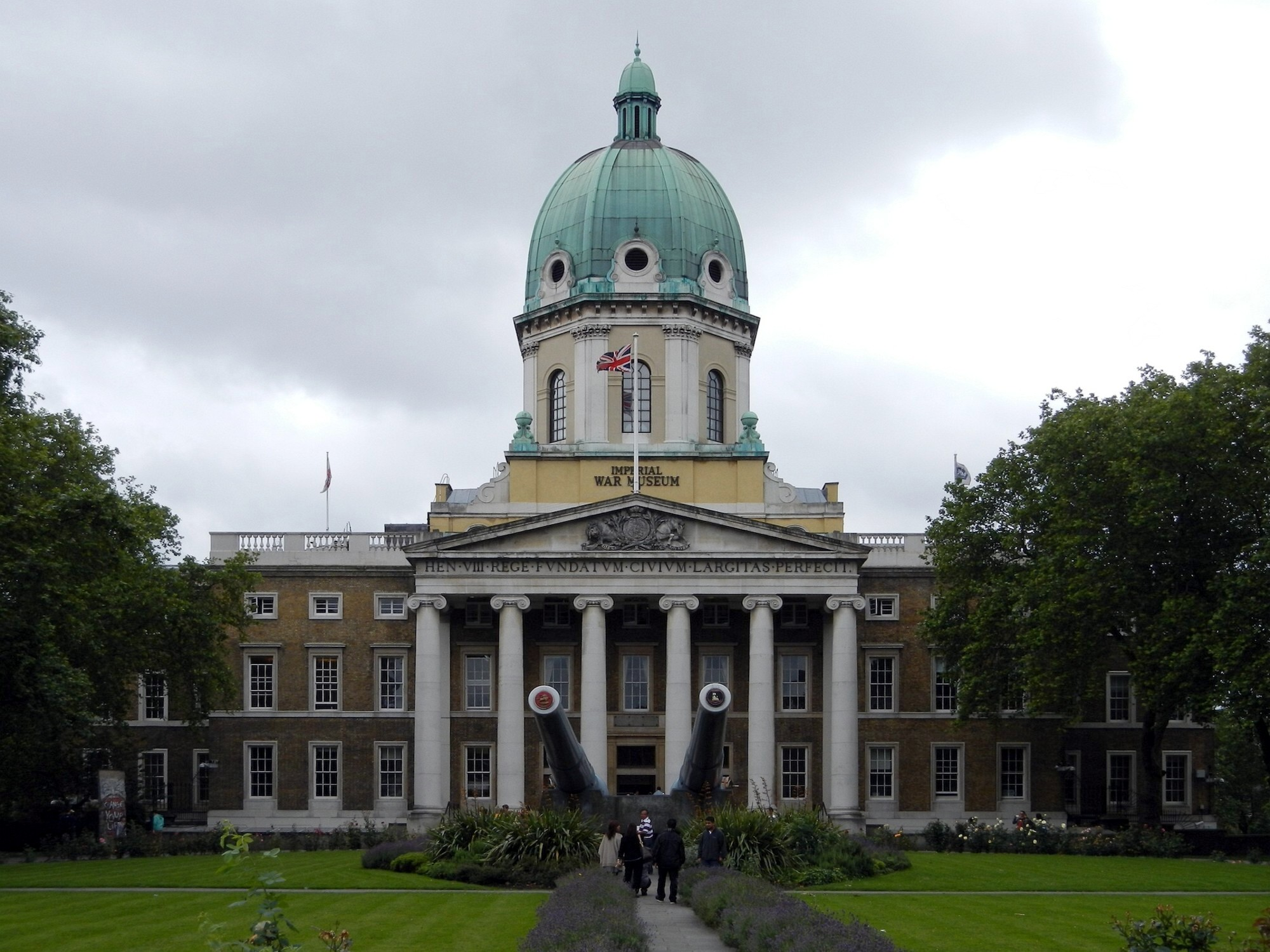
Imperial War Museum

Die beauftragten Künstler hatten sehr individuelle Beiträge abgeliefert, so dass sich die Gemälde kaum in das geplante Gesamtkonzept der Gedenkhalle zusammenführen ließen. Hinzu kam eine nicht gesicherte Finanzierung des Bauvorhabens. 1919 fiel das Projekt unter den Zuständigkeitsbereich des Imperial War Museums und wurde bald darauf aufgegeben. Die fertiggestellten Kunstwerke integrierte man in die Kunstsammlung des Imperial War Museums. Zu Beginn des Zweiten Weltkriegs brachte man die Gemälde im Rahmen eines Evakuierungsplans aus dem Imperial War Museums an einen weniger gefährdeten Ort außerhalb von London. Nach Kriegsende wurden alle ausgelagerten Gemälde wieder zurückgebracht.
Paul Nash erlitt aufgrund seiner Kriegserfahrungen einen Zusammenbruch, der ihn lange Zeit schwächte. Im Zweiten Weltkrieg wurde er erneut beauftragt, als offizieller Kriegskünstler die Kriegsereignisse auf Leinwand festzuhalten. Aufgrund seiner angeschlagenen Gesundheit blieb Nash diesmal in Großbritannien. Weniger als ein Jahr nach Kriegsende starb Paul Nash im Alter von 57 Jahren im Schlaf an einer Herzinsuffizienz.